# Držanovac
Držanovac (cyr. Држановац) – wieś w Serbii, w okręgu toplickim, w gminie Žitorađa. W 2011 roku liczyła 841 mieszkańców.